# Fernando Guajardo
Fernando Hernán Guajardo Leiva  (San Miguel, Chile, 19 de abril de 1968) es un exfutbolista  y actual entrenador chileno. Dirige a San Luis de la Primera B de Chile.

## Trayectoria

### Como futbolista
Nacido en San Miguel, es un producto de las divisiones inferiores de Palestino, debutando en el primer equipo en la Copa LAN Chile 1987. Como miembro de Palestino, estuvo cedido en Deportes Valdivia y Curicó Unido.
En Chile, además defendió las camisetas de Unión La Calera, Everton, Santiago Wanderers, Magallanes y Unión San Felipe. Como miembro del conjunto de Valparaíso, obtuvo el Campeonato de Primera B de 1995, como compañero de Jorge Almirón, Claudio Núñez, Luis Guarda, Pablo Peñailillo, Rodrigo Cuevas, entre otros.
El año 2000 se trasladó hacia Indonesia, donde defendió las camisetas de Persija Jakarta, Gelora Putra Delta, Persik Kediri y PSDS Deli Serdang.

### Como entrenador
Tiene una extensa carrera como entrenador de divisiones inferiores, entrenando las juveniles de Unión La Calera, San Luis y Unión San Felipe, con una etapa como Interino en el primer equipo de Unión San Felipe en 2015. Entre 2020 y 2021 dirigió a Deportes Vallenar tanto en Segunda División como en Tercera A.
Desde septiembre de 2022 se desempeña como entrenador en las divisiones inferiores de San Luis. En marzo de 2024 tomó de forma interina la dirección del primer equipo de San Luis de Quillota tras la salida de Juan Manuel Lopez.

## Clubes

### Como jugador
| Club                         | País      | Año       |
| ---------------------------- | --------- | --------- |
| Palestino                    | Chile     | 1987-1991 |
| → Deportes Valdivia (cedido) | Chile     | 1989      |
| → Curicó Unido (cedido)      | Chile     | 1990      |
| Unión La Calera              | Chile     | 1991-1992 |
| Everton                      | Chile     | 1993-1994 |
| Santiago Wanderers           | Chile     | 1995      |
| Unión La Calera              | Chile     | 1996      |
| Magallanes                   | Chile     | 1997-1998 |
| Unión San Felipe             | Chile     | 1999      |
| Persija Jakarta              | Indonesia | 2000-2001 |
| Gelora Putra Delta           | Indonesia | 2001-2002 |
| Persik Kediri                | Indonesia | 2002      |
| PSDS Deli Serdang            | Indonesia | 2003-2005 |

### Como entrenador
| Club                | País  | Año       |
| ------------------- | ----- | --------- |
| Unión San Felipe    | Chile | 2015      |
| San Luis (femenino) | Chile | 2019      |
| Deportes Vallenar   | Chile | 2020-2021 |
| San Luis            | Chile | 2024      |
| Provincial Osorno   | Chile | 2025      |
| San Luis            | Chile | 2025-Act. |

## Palmarés

### Como jugador

#### Campeonatos nacionales
| Título    | Club               | País  | Año  |
| --------- | ------------------ | ----- | ---- |
| Primera B | Santiago Wanderers | Chile | 1995 |